# Jan Nečas
Jan Nečas (* 24. února 1977, Brno) je bývalý český fotbalista, záložník.

## Fotbalová kariéra
V české lize hrál za FC Slovan Liberec, FC Viktoria Plzeň a 1. FC Brno. Nastoupil ve 33 ligových utkáních. V nižších soutěžích hrál i za SK LeRK Prostějov, FK Mladá Boleslav a 1. FC Česká Lípa. V zahraničí hrál na Slovensku za TTS Trenčín a FC Nitra, v Maďarsku za FC Tatabánya a v Malajsii za Kelantan FA.

## Ligová bilance
| Ročník                          | Zápasy | Góly | Klub              |
| ------------------------------- | ------ | ---- | ----------------- |
| 2. česká fotbalová liga 1995/96 | 10     | 1    | SK LeRK Prostějov |
| 2. česká fotbalová liga 1996/97 | 14     | 2    | SK LeRK Prostějov |
| 1. česká fotbalová liga 1996/97 | 1      | 0    | FC Slovan Liberec |
| 2. česká fotbalová liga 1998/99 | 10     | 0    | FK Mladá Boleslav |
| 2. česká fotbalová liga 1998/99 | 15     | 0    | 1. FC Česká Lípa  |
| Gambrinus liga 1999/00          | 19     | 0    | FC Slovan Liberec |
| Gambrinus liga 2000/01          | 12     | 0    | FC Viktoria Plzeň |
| Gambrinus liga 2003/04          | 1      | 0    | 1. FC Brno        |
| 2. česká fotbalová liga 2003/04 | 9      | 0    | 1. FC Brno „B“    |
| CELKEM 1. česká liga            | 33     | 0    |                   |